# Viktorianisch-gotische und Art-déco-Ensembles in Mumbai

Lage und Ausdehnung der ins Welterbe aufgenommenen Stätten:

Unter der Bezeichnung Viktorianisch-gotische und Art-déco-Ensembles in Mumbai wurde im Jahr 2018 ein Ensemble von Gebäuden in der indischen Stadt Mumbai (bis 1996 Bombay) in das Weltkulturerbe der UNESCO aufgenommen. Alle Gebäude stammen aus der Zeitepoche Britisch-Indiens zwischen der zweiten Hälfte des 19. Jahrhunderts und der ersten Hälfte des 20. Jahrhunderts.

## Hintergrund
Ab dem Jahr 1661 befand sich Bombay in englischem, später britischem Besitz und ab dem Jahr 1668 in Besitz der Britischen Ostindien-Kompanie. Die Kompanie baute die anfänglich kleine Siedlung zu einem Verwaltungs- und Handelszentrum aus und Bombay wurde zur Hauptstadt der Präsidentschaft Bombay, die zur Zeit ihrer größten Ausdehnung ab dem 19. Jahrhundert große Teile der heutigen Küste Indiens und Pakistans zum Arabischen Meer umfasste. Nachdem die Briten ihre Macht in Indien konsolidiert, rivalisierende indische Fürsten besiegt und konkurrierende europäische Kolonialmächte (insbesondere Frankreich) aus dem Feld geschlagen hatten, wandelte sich Bombay im 19. Jahrhundert von einem befestigten Handelsplatz zu einer der größten Städte Indiens und zum „Tor Indiens zur Welt“ (Gateway of India) und zwar nicht nur in Bezug auf den Handel, sondern vielfach auch in kultureller Hinsicht. Nach dem Indischen Aufstand von 1857 wurden die Besitzungen der Ostindien-Kompanie in eine Kronkolonie umgewandelt und diese wurde zu einem Kaiserreich erhoben. In der sich anschließenden Phase des Hochimperialismus bestand ein starker Wunsch nach repräsentativen Bauten, die die britische Herrschaft in Indien symbolhaft darstellen sollten. Vor allem zwei Gouverneure prägten den städtebaulichen Wandel Bombays: John Elphinstone (Gouverneur 1853–1860) und Henry Bartle Frere (Gouverneur 1862–1867). In den 1850er und 1860er Jahren wurden die alten Befestigungsanlagen geschleift und auch das vorherige Glacis der Festungsanlagen wurde als Bauland verfügbar. Zusätzlich wurde ab den 1860er Jahren mit systematischer Landgewinnung begonnen und ein Bebauungsplan auf dem freigewordenen Land umgesetzt.
Eine zweite städtebauliche Expansion im Stadtzentrum Bombays fand im frühen 20. Jahrhundert statt, als in den Jahren 1928–1942 im Rahmen des Backbay Reclamation Schemes größere Landflächen aus dem Meer gewonnen wurden. Bis Ende 1929 waren dies 552 acres (223 ha). Zeitgleich fand der Art-déco-Baustil in Bombay Eingang. Zunächst wurden die Gebiete westlich des Grüngebiets Oval Maidan und Churchgate in diesem Stil bebaut und ab den 1940ern auch der Küstenbereich des Marine Drives. Der architektonische Wandel reflektierte auch den sozialen Wandel in Bombay, der mit dem Entstehen einer westlich gebildeten Mittelklasse, dem neuen Konzept der Trennung von Wohnen und Arbeiten und dem Leben in Appartementhäusern verbunden war. Nach der Unabhängigkeit Indiens 1947 fand der Art-déco-Baustil in Indien weitgehend ein Ende, da der neue Premierminister Jawaharlal Nehru den Modernismus als modernen Baustil Indiens bevorzugte.

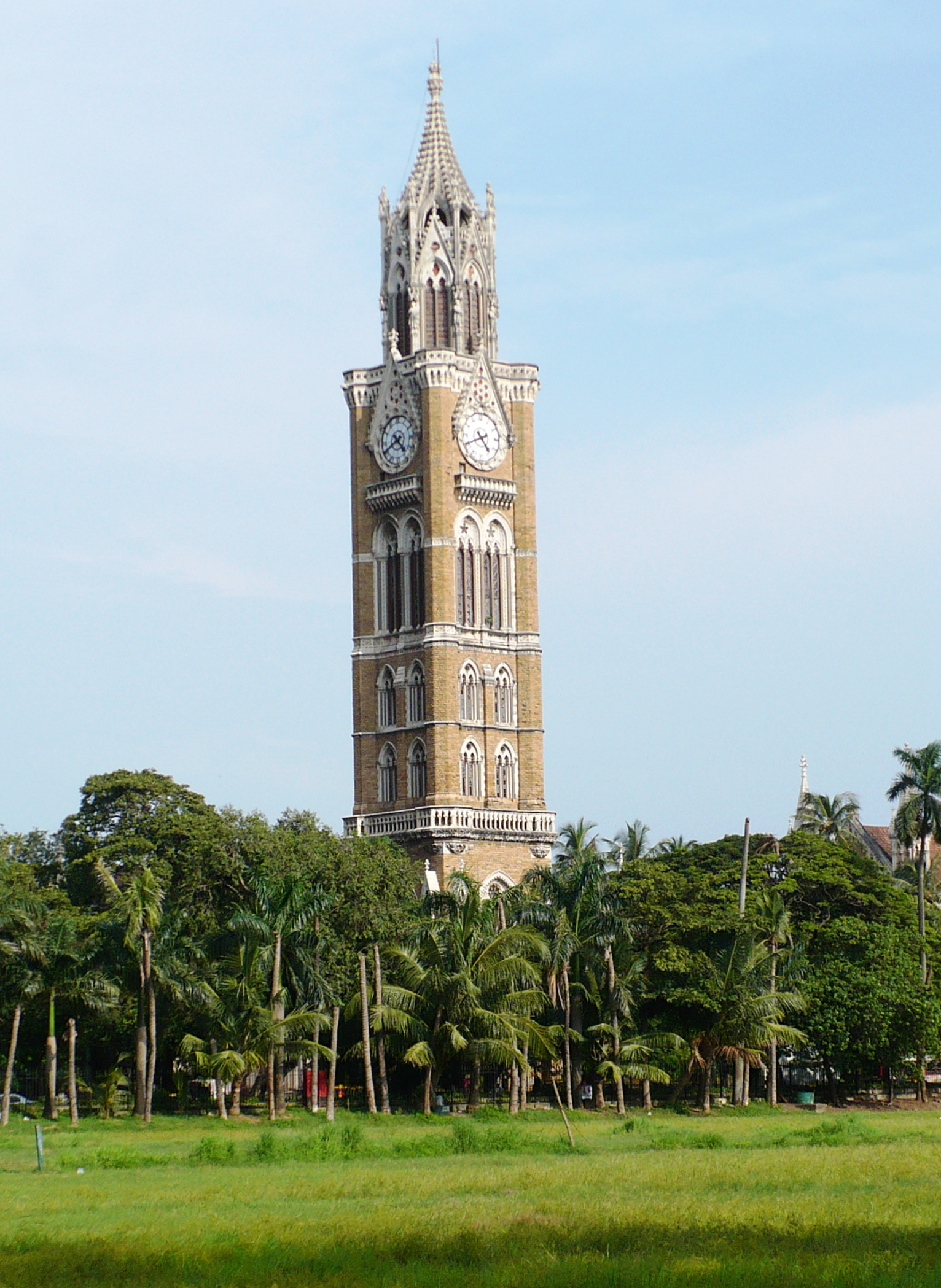
Rajabai Clock Tower der University of Mumbai

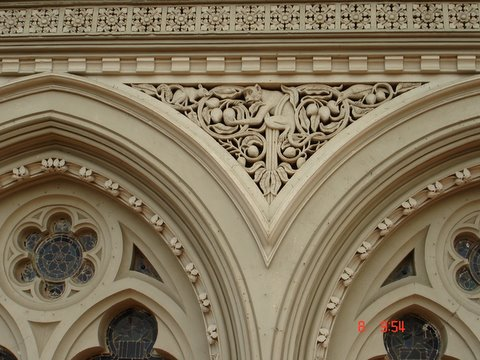
Beispiel für die Stilmischung am Municipial Corporation Building: neben gotischen Elementen ist ein Affe dargestellt

## Beschreibung
Das zum Welterbe erklärte Gebiet liegt im Süden Mumbais und umfasst 66,34 ha mit einer umliegenden Pufferzone von 378,78 ha. Es besteht aus einer Gruppe von 94 historischen Bauwerken und dem offenen Grüngebiet des Oval Maidan. Die Gebäude sind zum Teil im viktorianischen Stil des 19. Jahrhunderts und zum Teil im Art-déco-Stil der ersten Hälfte des 20. Jahrhunderts erbaut. Einige Gebäude, die um die Jahrhundertwende entstanden sind, weisen den „indo-sarazenischen Stil“ auf und andere, meist vom Anfang des Jahrhunderts, werden dem sogenannten Edwardianischen Stil zugerechnet.
Der viktorianische oder anglo-indische Stil entspricht im Wesentlichen einer englischen Neogotik, mit Architekturelementen wie Turmhelmen, Tourellen, Spitzbögen, Dreipassen, Vierpassen, Wasserspeiern und Gewölben. In diese Gotik sind traditionell-indische Elemente eingearbeitet, so u. a. Dächer mit Terrakottafliesen, durchbrochene Balkone, Figurenreliefs mit Männern mit Turbanen und in indischer Tracht, Verandas etc. Die Baumaterialien und die ausführenden Bauarbeiter stammten aus Indien. Als Baumaterial diente im Wesentlichen Basalt, der auf dem Dekkan gewonnen wurde, während für die Zierelemente und Fassaden Kalkstein aus Porbandar in Gujarat verwendet wurde. In diesem Baustil wurden unter anderem die Gebäudekomplexe der University of Mumbai, des Bombay High Courts, des Municipial Corporation Building und des Chhatrapati Shivaji Terminus (früher Victoria Terminus, seit 2004 Welterbe) erbaut.
Die Art-déco-Gebäude wurden in den 1930er und 1940er Jahren erbaut, auf Neuland, das im Rahmen des Backbay Reclamation Schemes der 1920er Jahre gewonnen worden war. Es handelte sich damals um die ersten Gebäude im Art-déco-Stil in Indien. Als Baumaterial wurde Stahlbeton verwendet, der zum Teil mit traditionellen Baumaterialien, wie Ziegelsteinen und Pflastersteinen kombiniert wurde. Auch hier wurden indische Elemente aus Holz, Marmor und Fliesen verwendet, so dass ein Gesamtstil resultierte, der als „Indo-déco“ bezeichnet wurde. Die Art-déco-Gebäude in Mumbai gelten als die „größte zusammenhängende Ansammlung von Art-déco-Bauten östlich von Sues“.
Der indo-sarazenischer Stil war eine Stilform, die um die Jahrhundertwende populär war und zugleich ein Versuch, einen „all-indischen“ Stil zu schaffen. Hierbei wurden indische architektonische Elemente (meist solche aus der Mogulzeit), wie Kuppeln, Chhatris, Konsolen, Minarette, Jalis und Jharokhas verwendet. Ein prominentes Beispiel dieses Baustils ist das ehemalige Majestic Hotel.
Der Edwardianische Stil (nach Eduard VII., reg. 1901–1910) war eine Art Neorenaissance, die klassische Fassaden mit entsprechenden Stilelementen (Ziergiebel, korinthische Säulen, hohe Pilaster, klassische Motive oberhalb der Fenster) verwendete. In diesem Stil wurden nur wenige Bauten errichtet, darunter die heutige National Gallery of Modern Art.

## Aufnahme in das Welterbe
Der Antrag auf Aufnahme in das Welterbe wurde seitens der indischen Regierung am 29. Januar 2014 gestellt. Auf der 42. Sitzung des Welterbe-Komitees in Manama (Bahrain) vom 24. Juni bis 4. Juli 2018 wurden die Ensembles in das UNESCO-Welterbe aufgenommen.

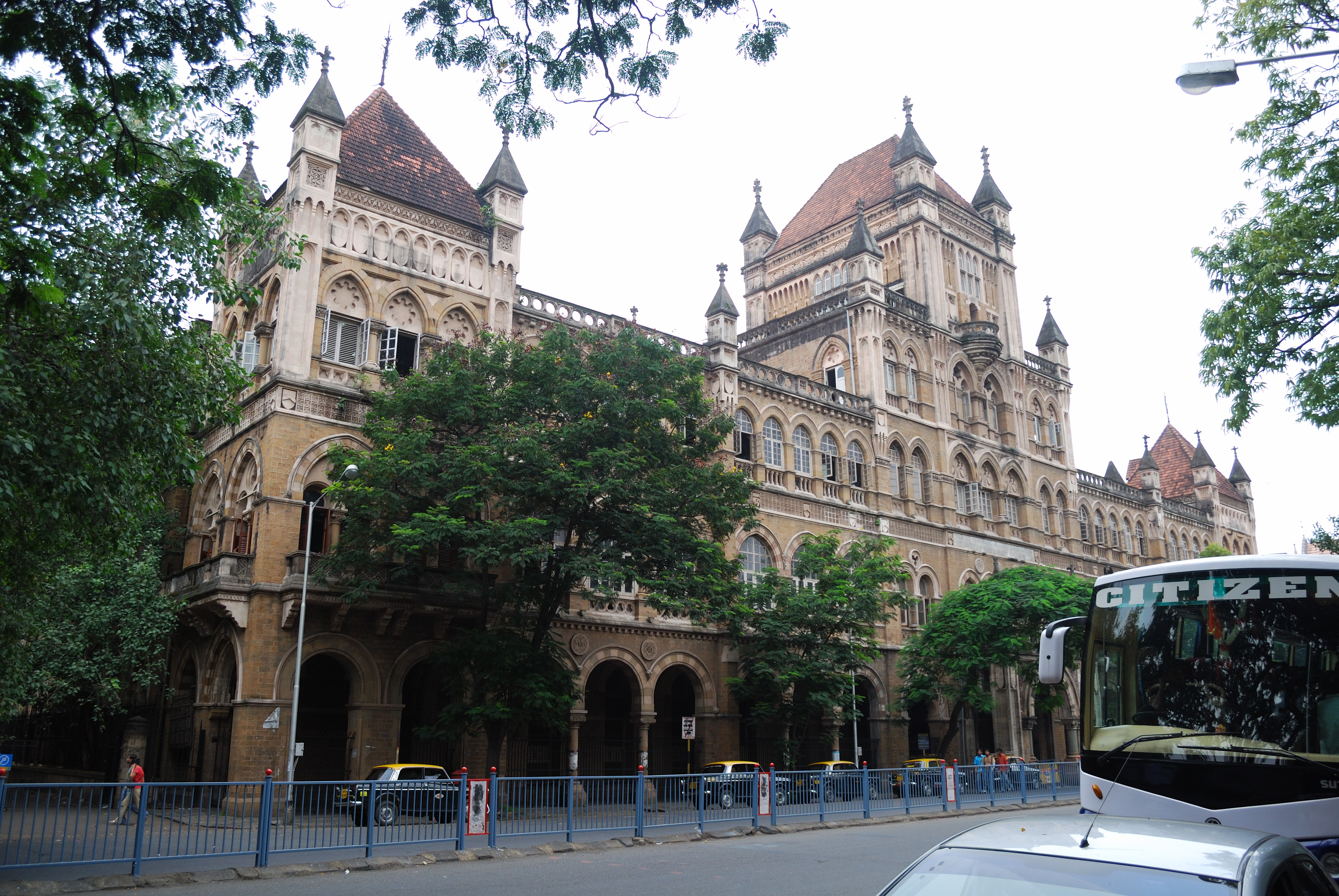
Elphinstone College – viktorianische Neogotik (anglo-indischer Stil, 1888)
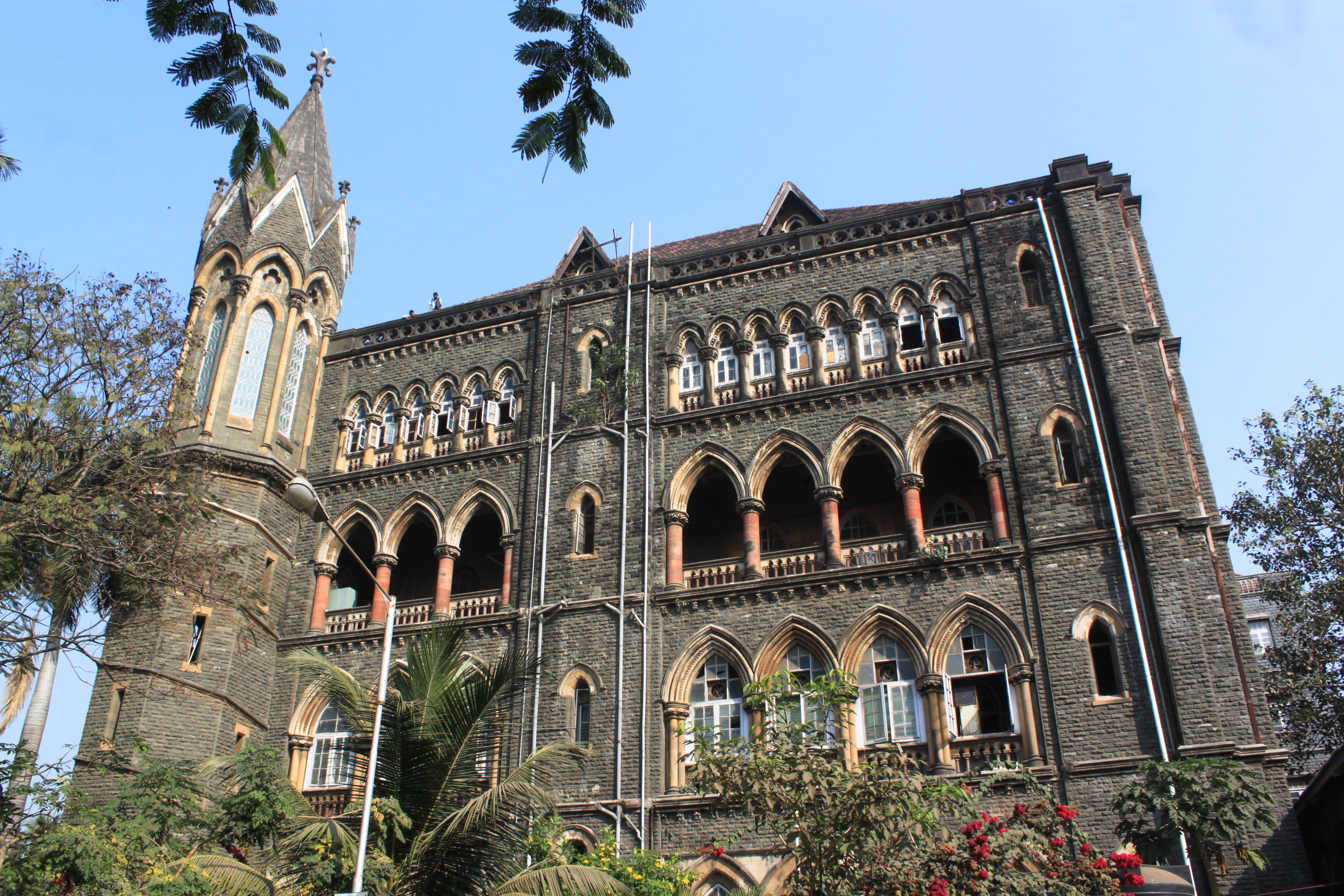
Gebäude des Bombay High Court (anglo-indischer Stil, 1871–1878)
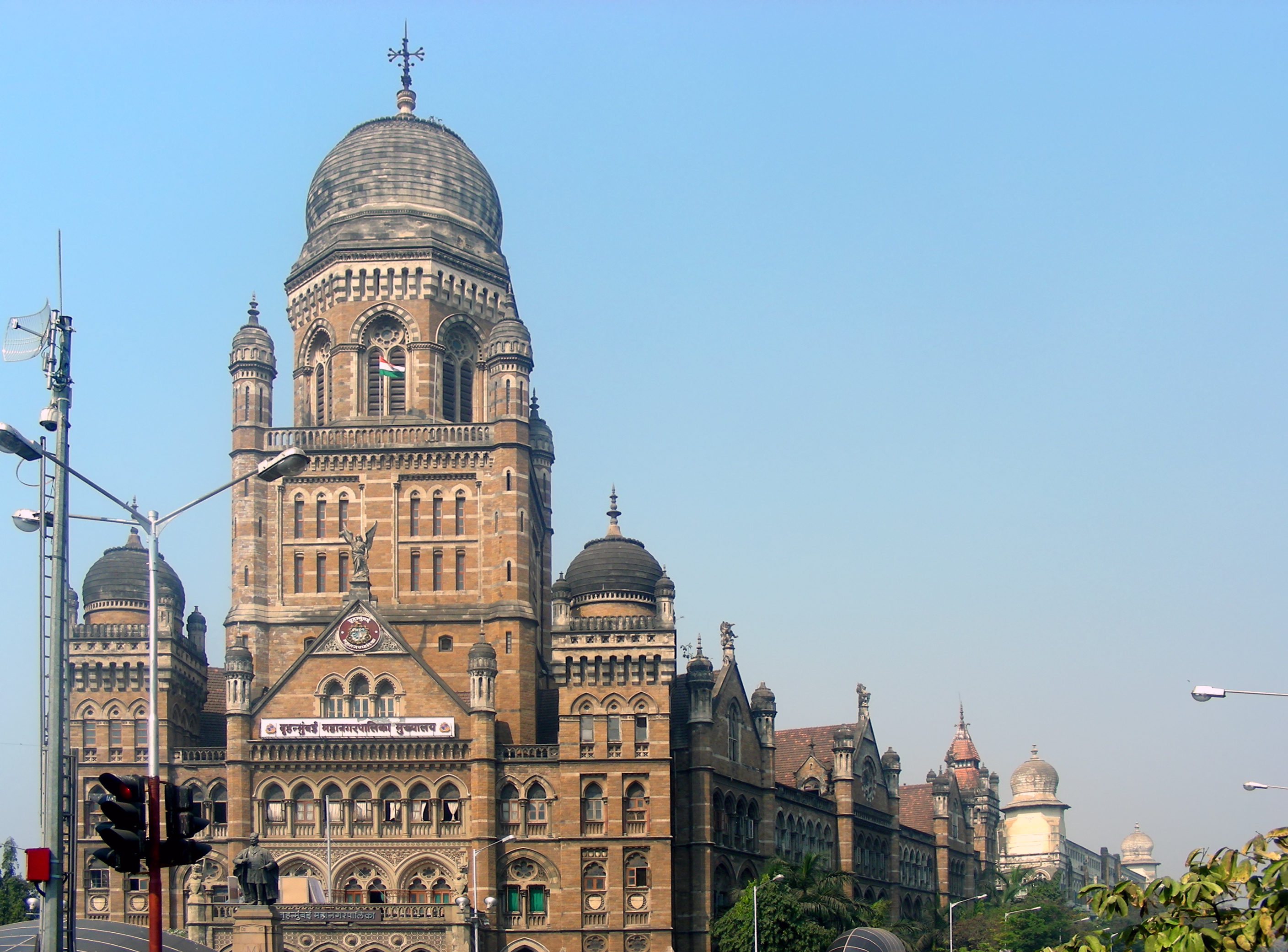
Municipial Corporation Building (1884–1893, anglo-indischer Stil)
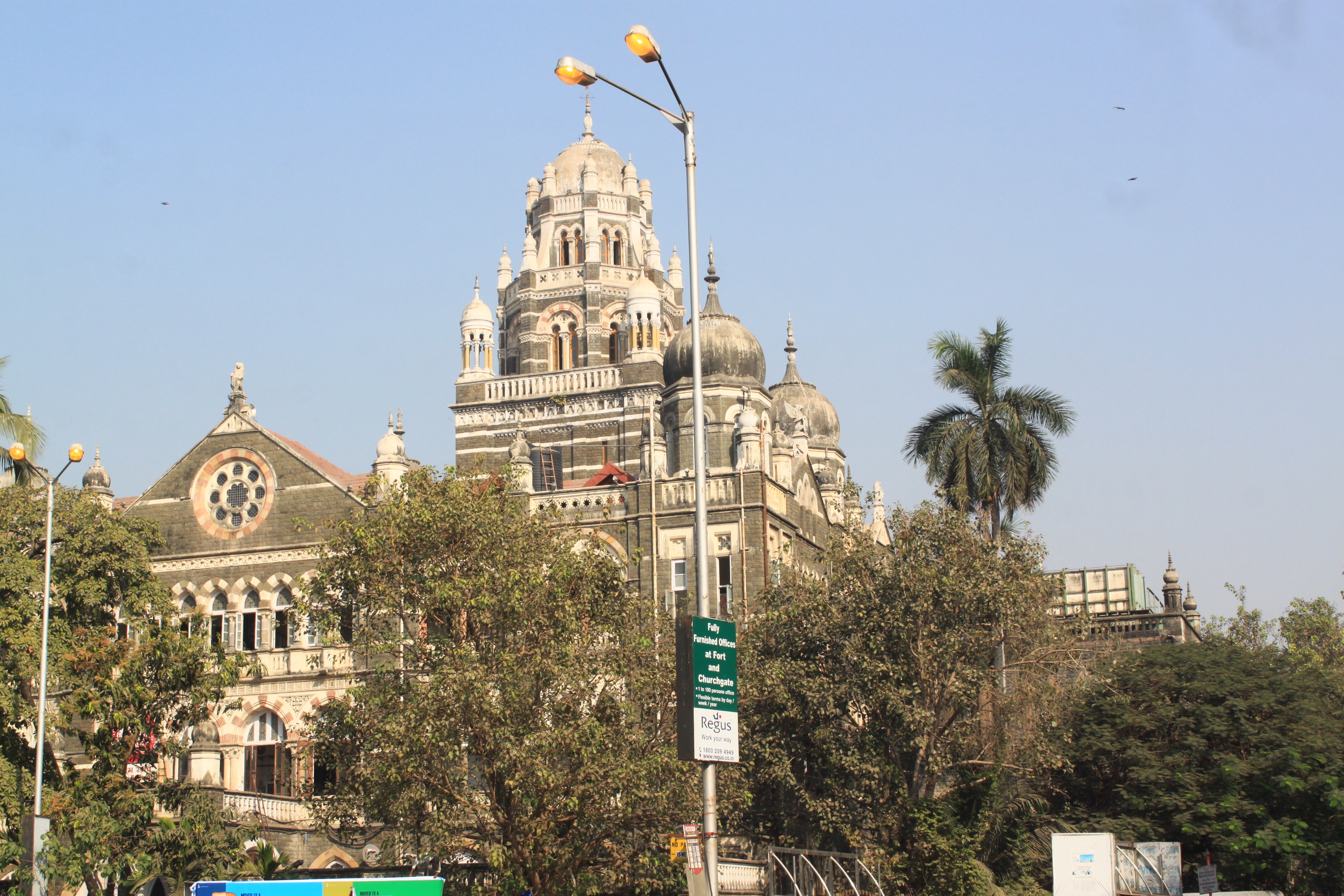
Western Railway-Verwaltungsgebäude (1894–1899, indo-sarazenischer Stil)
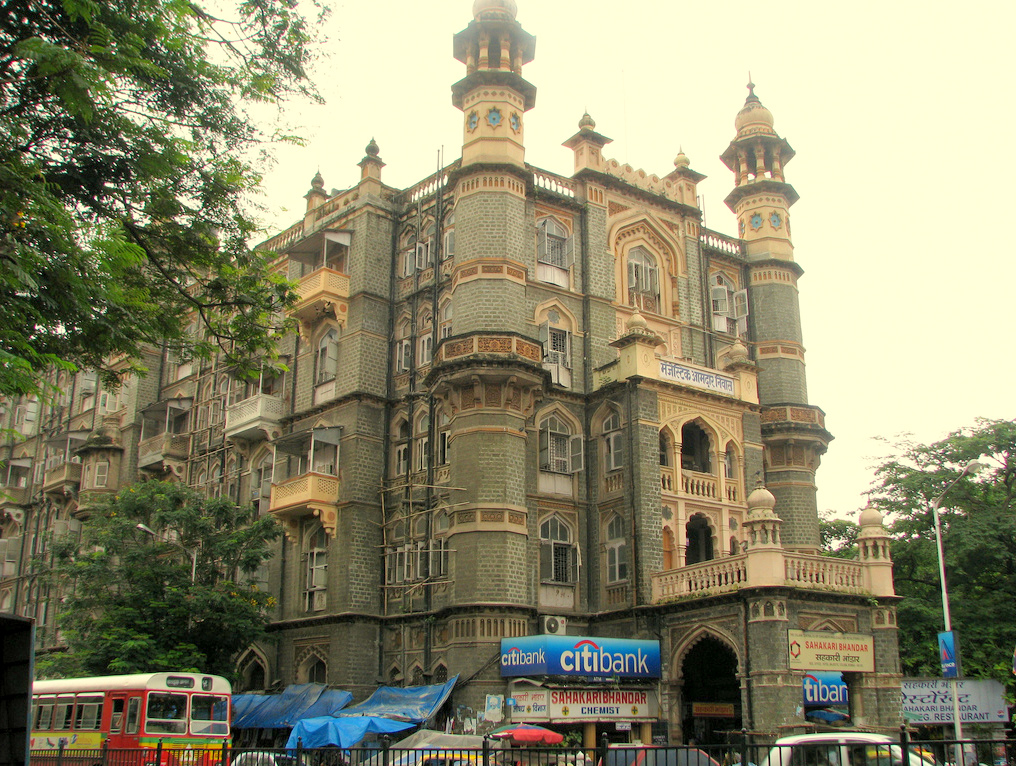
Ehemaliges Majestic Hotel (1909, indo-sarazenischer Stil)
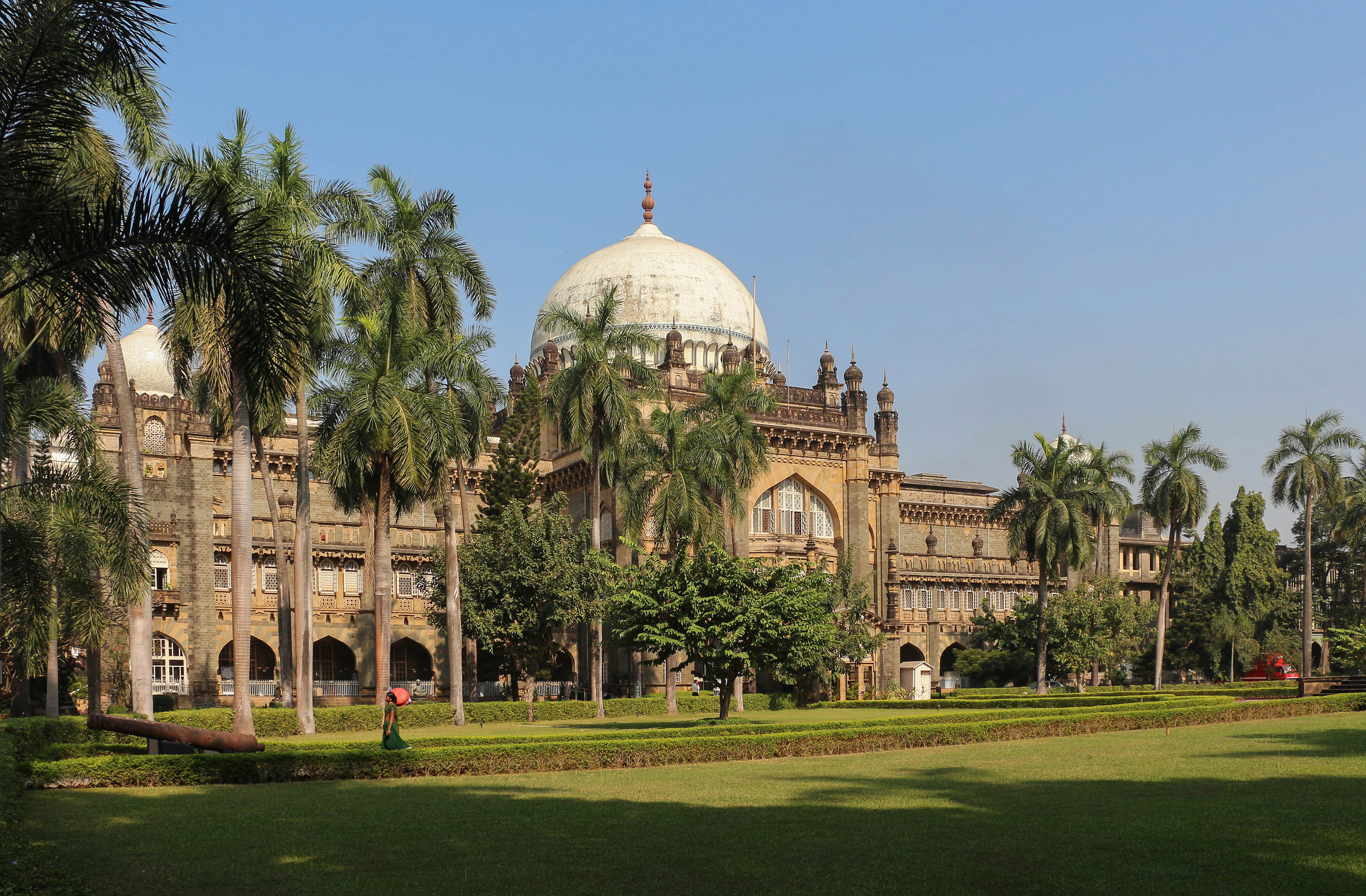
Chhatrapati Shivaji Maharaj Vastu Sangrahalaya (ehemals Prince of Wales Museum, indo-sarazenischer Stil)
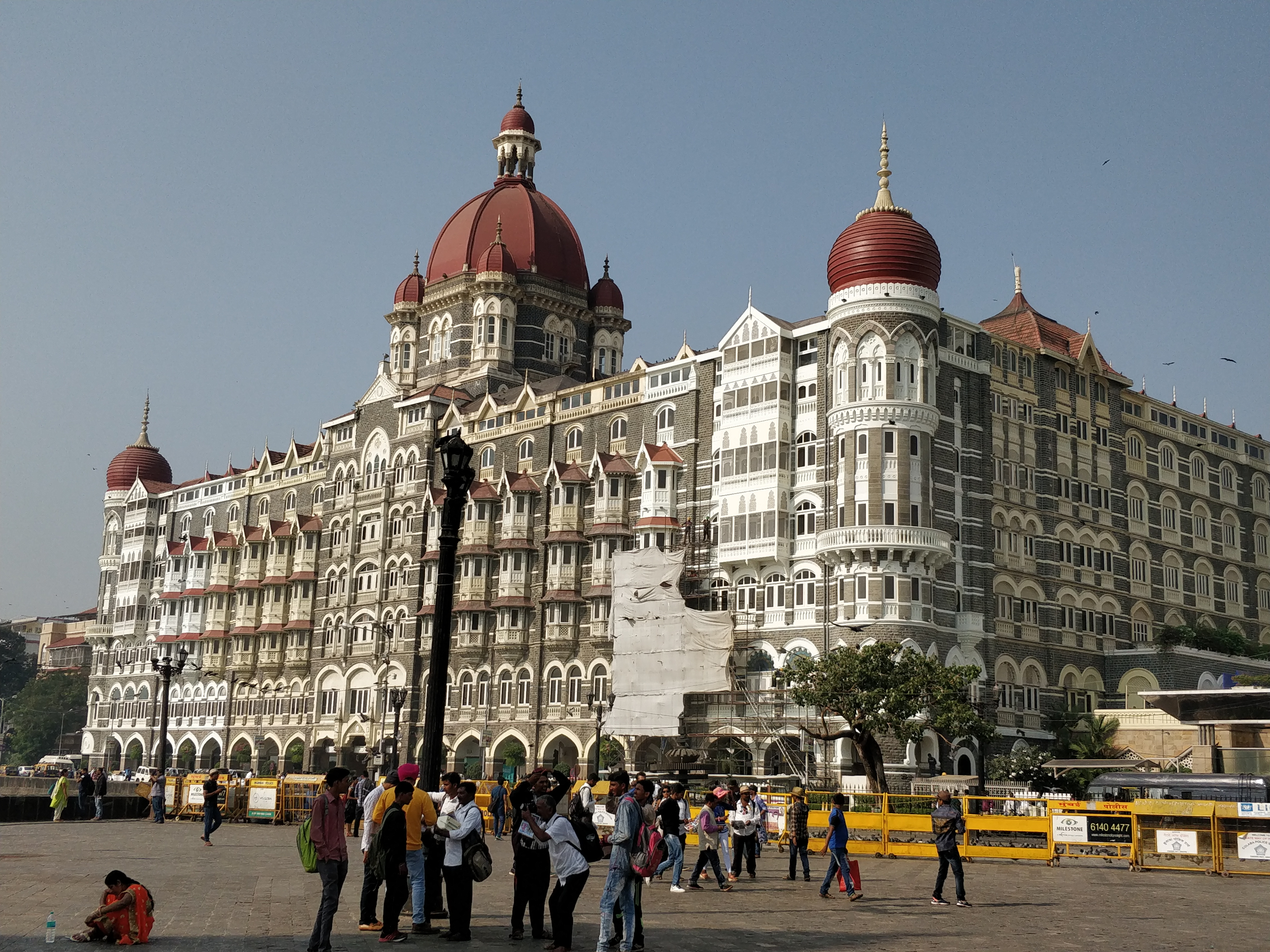
Taj Hotel (1903 eröffnet, gemischt Edwardianischer/indo-sarazenischer Stil)
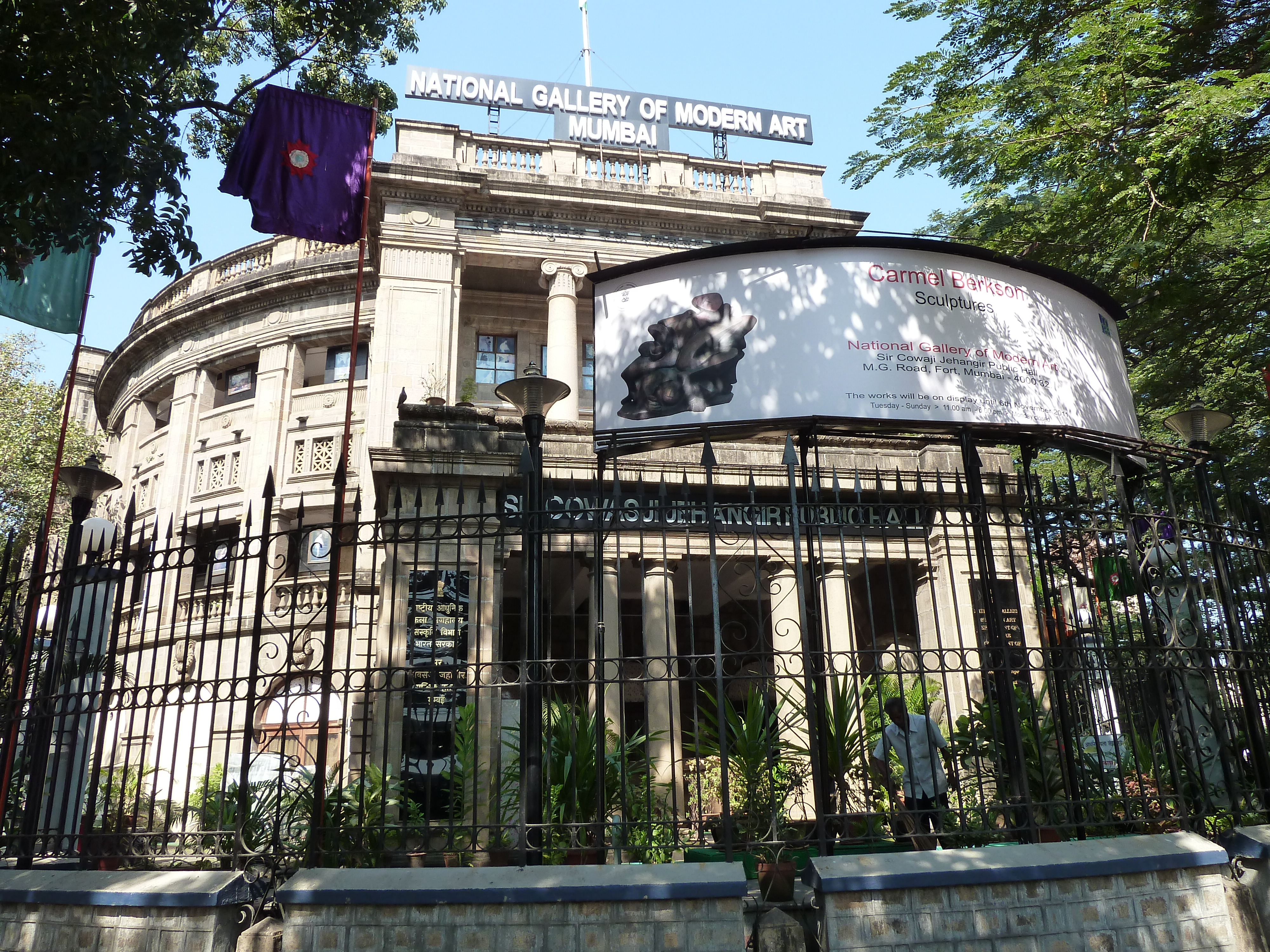
National Gallery of Modern Art (Edwardianischer Stil)
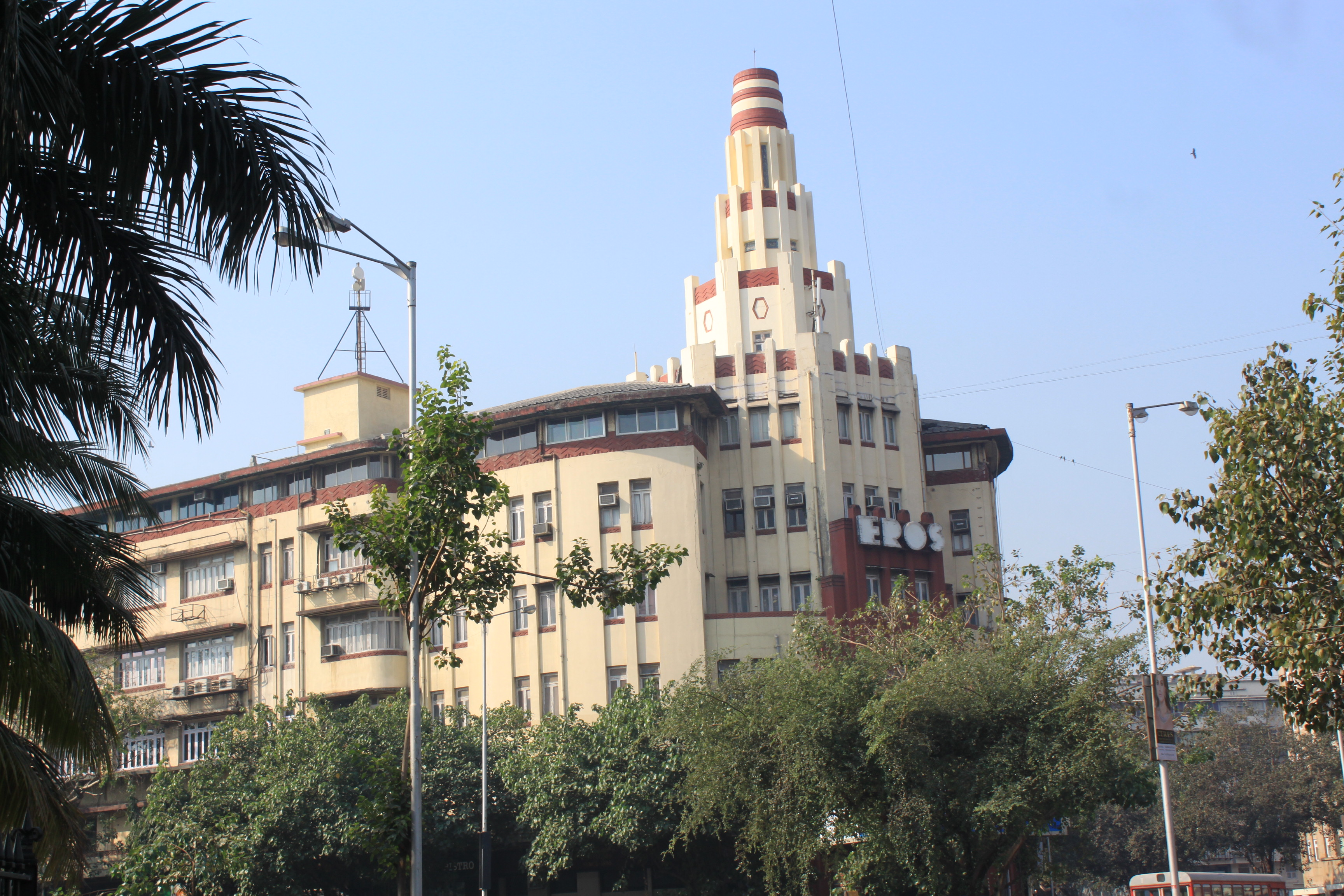
EROS Cinema (Art déco, 1935–1938)
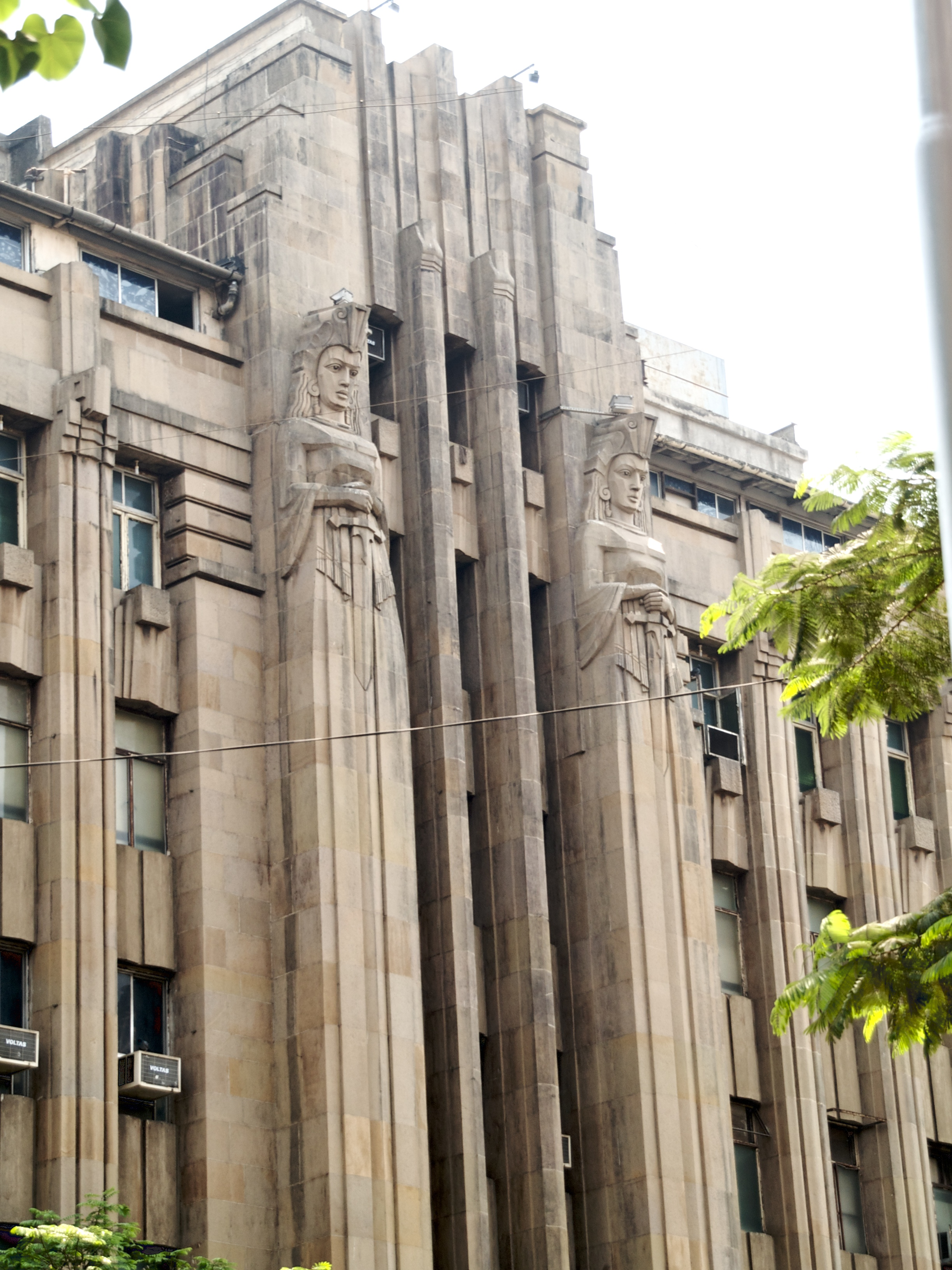
New India Assurance Building (Art déco, 1936)
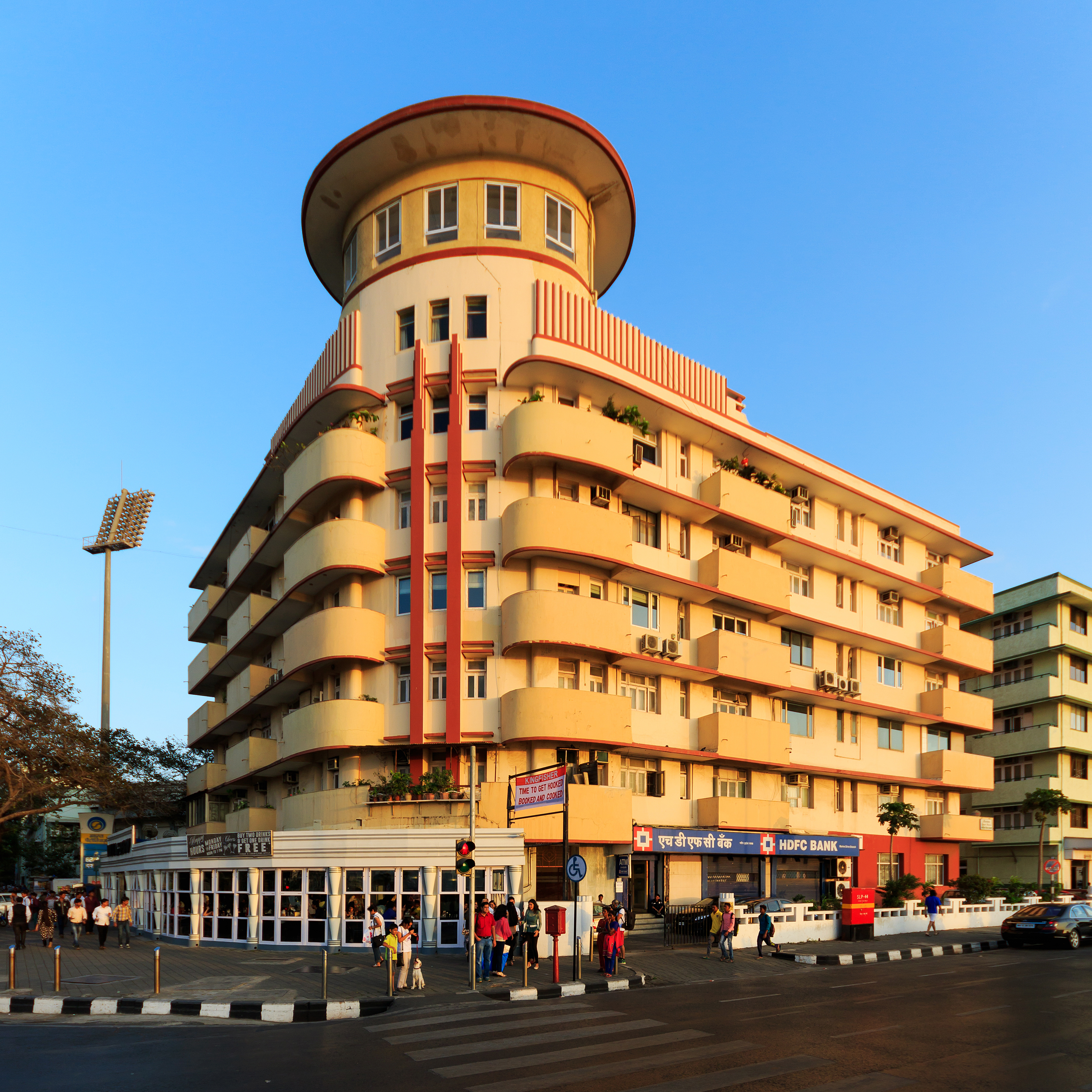
Appartementhaus am Marine Drive (Art déco)
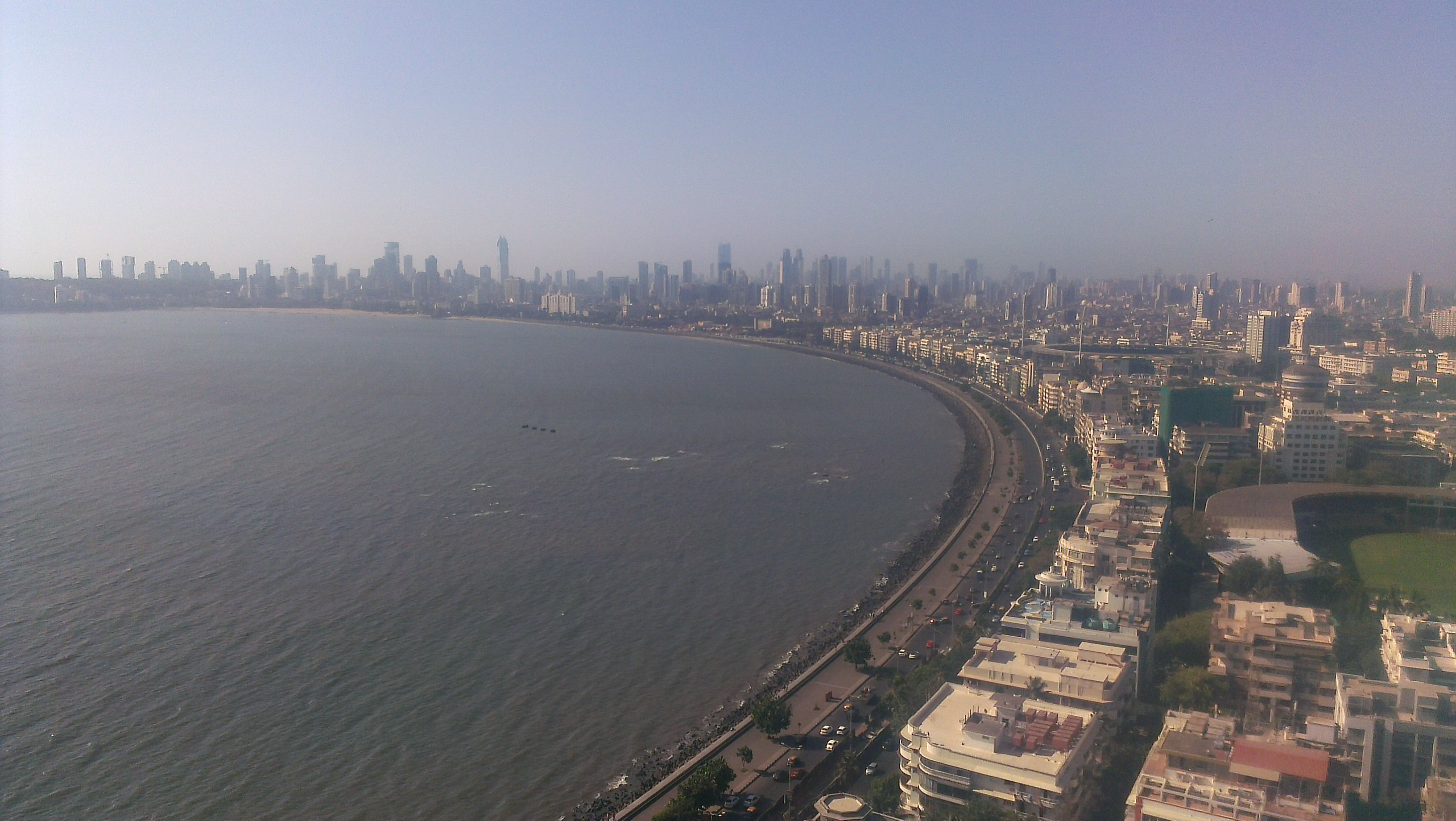
Marine Drive mit Art-déco-Appartementhäusern
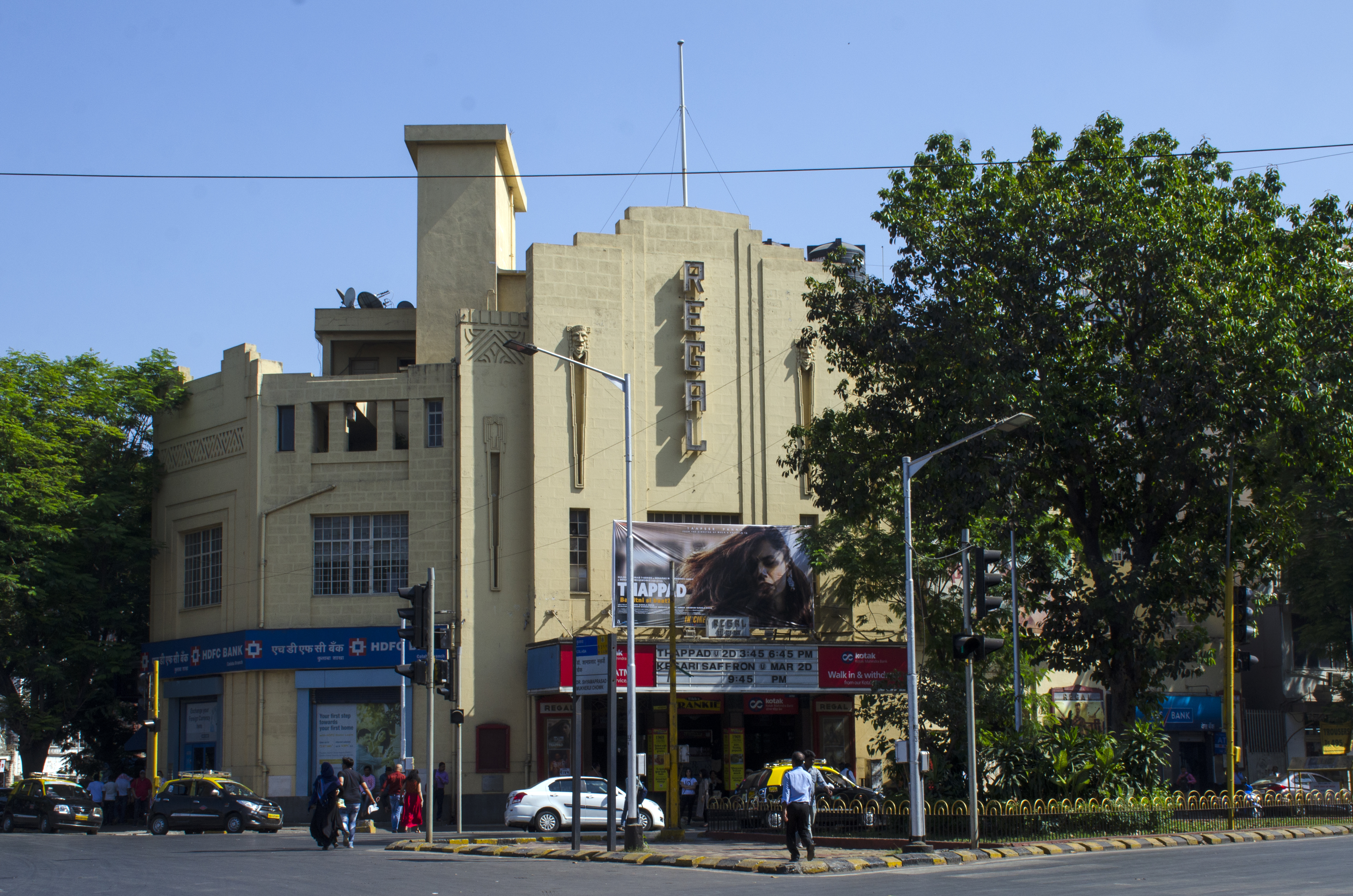
Regal Cinema